# Ilona
Magda Liliana Castillo Cuellar (nacida el 24 de enero de 1981), conocida artísticamente como Ilona, es una cantante y compositora nacida en Bogotá, Colombia. 

## Carrera
Sus inicios en la música fueron a través de presentaciones en el servicio de autobuses de transporte público, mercados de pulgas, plazas y bares de Bogotá desde los  17 años de edad, aunque cantaba y dejaba ver su talento desde muy temprana edad, fue en la década del 2000, cuando ilona emprendió su camino en la búsqueda de su gran sueño, convertirse en una cantante profesional. Ilona toca la guitarra de manera autodidacta y aunque empezó a escribir canciones a los 11 años, con ayuda de su guitarra y el tiempo logró materializar sus ideas: con ellas mientras trabajaba en un estudio de grabación (59 Estudios / GrooveMusic), logró reunir a algunos músicos profesionales para formar una banda con la que tocó en diferentes audiciones para discográficas que resultaron infructuosas en principio, finalmente firmó con EMI Music Colombia y en 2005, Ilona lanzó su primer álbum de estudio titulado Desde Mi ventana, producido por Cachorro López, ganando impulso, y una nominación al premio Grammy Latino como "Mejor nuevo artista". Su álbum debut vendió alrededor de 30.000 unidades en Colombia, donde la cantante obtuvo una certificación de disco de oro en el que tuvo colaboración del músico argentino León Gieco quien aceptó la invitación para hacer un dueto con ella en la canción "En la Zona". La banda inglesa Blue también grabó con Ilona la canción "One Love" y fue de hecho esta última la primera vez que se hizo pública la voz de esta cantante.
En 2005, la cantante colombiana Soraya durante su gira promocional y de conciertos en Chile, invitó a Ilona, (quien también estaba  de visita en el país con el plan promocional de su disco) para ser artista de apertura de sus conciertos en el Teatro Providencia.
En 2005 y 2006 hizo parte de la gira Mi Sangre del cantante colombiano Juanes en Colombia y de la gira Rocolas cocacola por todo el país y giras promocionales y de conciertos en Chile, Argentina, Ecuador y USA. 
En 2007 salió a la luz su segundo álbum, Allá en el sur, producido por Benni Faccone y Carlos Murguía en Los Ángeles Ca. con el que también se hizo a dos nominaciones a los premios Grammy Latino, en las categorías "Productor del año" y "Mejor álbum pop vocal femenino". Del cual se desprendieron los sencillos "Yo me voy", "Allá en el sur" y "Mariposas".
En 2007 y 2008 hizo numerosas presentaciones y gira de conciertos por todo Colombia con la marca Bocatto.
En el año 2011, Ilona participó en el reality colombiano La Pista, donde fue la quinta eliminada del concurso.
En 2012, Ilona dio a conocer por medios de comunicación el lanzamiento de su disco "Aquí y Ahora", del que se desprenden los sencillos "Tu Mal me Hizo Bien", "A veces el amor", "Fulana de tal" y "Se finito", se conoce que es una producción independiente.
En 2017 salió al mercado su cuarto álbum, Viajera, del que se desprenden los sencillos "Pasado es" y "Ven y Dame·
Actualmente se encuentra en el proyecto musical Planchando el despecho.

## Influencias
Ilona reconoce como una influencia para ella la música y obra de innumerables cantantes y artistas, pero particularmente ha tenido cerca músicas de Tracy Chapman, Alanis Morissette, John Mayer, Sting Etta James, Rachel Ferrele, Ella Fitzgerald entre otras.

## Discografía
- 2005 - Desde mi ventana
- 2007 - Allá en el sur
- 2012 - Aquí y ahora
- 2017 -  Viajera

### Sencillos
- 2005 - Buscando un final
- 2005 - De regreso
- 2005 - En la zona
- 2005 - Vuelve
- 2005 - Aquí
- 2007 - Yo me voy
- 2007 - Mariposas
- 2007 - Allá en el Sur
- 2013 - Tu mal me hizo bien
- 2017 - Pasado es
- 2017 - Ven y dame
- 2006 - Buscando un Final - intro para Tu voz estéreo (2006-2015)

### Colaboraciones
- 2004 - One Love - feat. Blue
- 2004 - En la Zona - feat. León Gieco
- 2006 - No Estaré Allí - feat. Kudai
- 2006 - Vuelve - feat. Verónica Orozco
- 2009 - La Tía Pasitrote - Pombo musical
- 2013 - Corré (Acústico) - feat. Patricio Arellano
- 2013 - De Regreso (Acustico) - feat. Patricio Arellano
- 2013 - Te Quedarás Conmigo - feat. Santiago Cruz
- 2013 - Fulana De Tal - feat. Natalia Bedoya
- 2015 - Canción De Xiu - feat. Andrés Cruz
- 2018 - Bajo Un Palmar - feat. Alejo Borrero

## Filmografía
- 2013 - La Pista - Líder Grupo Dunkan

## Premios y nominaciones
Grammy Latino
Un premio Grammy Latino es un galardón de la Academia Latina de Artes y Ciencias de la Grabación para reconocer logros sobresalientes en la industria de la música latina. Ilona ha recibido un premio, de tres nominaciones, gracias a la colaboración en el disco.
| Año  | Trabajo nominado | Categoría                      | Resultado |
| ---- | ---------------- | ------------------------------ | --------- |
| 2005 | Ilona            | Mejor Nuevo Artista            | Nominada  |
| 2007 | Allá en el Sur   | Mejor Álbum Vocal Pop Femenino | Nominada  |
| 2009 | Pombo musical    | Mejor Álbum Latino Infantil    | Ganadora  |

Los Premios MTV Latinoamérica
Los Premios MTV Latinoamérica o VMALA es la versión latinoamericana de los MTV Video Music Awards. Ilona recibió una nominación en el 2006.
| Año  | Trabajo nominado | Categoría                     | Resultado |
| ---- | ---------------- | ----------------------------- | --------- |
| 2006 | Ilona            | Mejor Artista Nuevo - Central | Nominada  |

Premios Shock
Los Premios Shock son los premios que anualmente entrega la revista Shock en Colombia a lo mejor de la música local. Ilona recibió un premio en el 2005.
| Año  | Trabajo nominado    | Categoría                           | Resultado |
| ---- | ------------------- | ----------------------------------- | --------- |
| 2005 | Ilona               | Mejor Nuevo Artista                 | Ganadora  |
| 2007 | Allá en el Sur      | Grabación del Año                   | Nominada  |
| 2007 | Ilona               | Voz del Año                         | Nominada  |
| 2007 | Ilona               | Mejor Artista o Agrupación Nacional | Nominada  |
| 2013 | Tu Mal me Hizo Bien | Mejor Solista Femenina              | Nominada  |

Premios Nuestra Tierra
Los Premios Nuestra Tierra es un reconocimiento que se le hace a los artistas colombianos, teniendo un formato similar al de los Premios Grammy, únicamente que estos premios son a nivel nacional, es decir, de sólo el país colombiano.. Ilona recibió dos nominaciones.
| Año  | Trabajo nominado | Categoría                                   | Resultado |
| ---- | ---------------- | ------------------------------------------- | --------- |
| 2008 | Desde mi ventana | Mejor Artista Pop Solo o Grupo del Año      | Nominada  |
| 2008 | Desde mi ventana | Mejor Página de Internet Artista Colombiano | Nominada  |